# Peter B. Kenen
Peter B. Kenen (Peter Bain Kenen; * 30. November 1932 in Cleveland; † 17. Dezember 2012 in Princeton (New Jersey)) war ein US-amerikanischer Ökonom, der vor allem durch die von ihm weiterentwickelte Theorie des optimalen Währungsraumes bekannt geworden ist.

## Person
Sein Vater war der kanadische Anwalt und Journalist Isaiah L. Kenen (1905–1988), seine Mutter war Beatrice Bain. Peter Kenen besuchte die Bronx High School of Science, erwarb 1934 sein Diplom in Betriebswirtschaftslehre an der Columbia University und promovierte 1958 an der Harvard University mit der Arbeit „Monetary Policy and the British Balance of Payments 1954–1956“. Dort lehrte er bis 1971 und wurde zum Provost ernannt. Er war verheiratet mit Regina Horowitz und hatte drei Kinder.

## Wissenschaftliche Arbeit
Begründer der Theorie des optimalen Währungsraumes ist Robert Mundell. Kenen ging ergänzend zu dieser 1965 entwickelten Theorie davon aus, dass einige Staaten mit hoch diversifizierter heimischer Produktion als optimale Währungsräume in Frage kämen, nicht jedoch hoch spezialisierte Länder. Bei Kleinstaaten plädierte er für ein Floating. Zwischen 1971 und 1999 war er wissenschaftlicher Direktor an der Princeton University, zwischen 1977 und 1980 fungierte als Mitherausgeber des Journal of International Economics.
Er war wissenschaftlicher Mitarbeiter für die Ford Foundation oder den German Marshall Fund. Er lehrte in Australien (1983/1984), im Chatham House (1987/1988) oder bei der Bank of England (1991/1992). Im Jahre 1999 wurde er emeritiert, 2002 hielt er sich in Neuseeland auf. 
Kenen verstarb im Alter von 80 Jahren am 17. Dezember 2012 an einem Lungenemphysem.

## Bücher
Unter anderem hat er folgende Bücher veröffentlicht:
- Managing the world economy: fifty years after Bretton Woods, Peterson Institute Press, 1994.
- Economic and monetary union in Europe: Moving beyond Maastricht, Cambridge University Press, 1995.
- The international economy, Cambridge University Press, 2000.
- The international financial architecture: What's new? What's missing?, Vol. 61. Peterson Institute, 2001.
- Regional monetary integration, EE Meade, 2007.